# I Wonder Why
I Wonder Why è una canzone di Gigi D'Agostino pubblicata nell'album L'amour toujours II. La canzone è stata scritta da Gigi D'Agostino e Luca Ludovico.

## Versioni e Remix ufficiali
La versione contenuta nell'album è la vision 5, ma nel cd singolo sono state pubblicate altre versioni
1. I Wonder Why (Vision 5) (3:49)
2. I Wonder Why (Gigi Dag From Beyond) (7:01)
3. I Wonder Why (Gigi Dag From Beyond F.M.) (3:31)
4. I Wonder Why (Non giochiamo) (6:02)
5. I Wonder Why (Non giochiamo F.M.) (2:58)

In più nei cd singoli sono presenti le seguenti canzoni
1. Semplicemente (Non giochiamo) (4:37)
2. Pensando (3:25)